# Kaliumtrioxalatoferrat(III)
Kaliumtrioxalatoferrat(III) ist eine chemische Verbindung mit der Formel K3[Fe(C2O4)3]. Es kommt häufig als Trihydrat K3[Fe(C2O4)3] · 3 H2O vor. Beide sind kristalline Verbindungen mit einer hellgrünen Farbe. Die Verbindung ist ein Salz aus Ferrioxalatanionen [Fe(C2O4)3]3− und Kaliumkationen K+. Das Anion ist ein Übergangsmetallkomplex, der aus einem Eisenatom in der Oxidationsstufe +III und drei zweizähnigen Oxalationen C2O42− besteht. Kalium wirkt als Gegenion und gleicht die dreifach negative Ladung des Komplexes aus. In Lösung dissoziiert das Salz zum Ferrioxalatanion [Fe(C2O4)3]3−, das eine fluoreszierend grüne Farbe annimmt.

## Gewinnung und Darstellung
Eine wässrige Lösung von Eisen(III)-chlorid wird mit Kaliumoxalat zu Kaliumtrioxalatoferrat(III) und Kaliumchlorid umgesetzt:
{\displaystyle {\ce {FeCl3 + 3 K2C2O4 -> K3[Fe(C2O4)3] + 3 KCl}}}

## Eigenschaften

### Photoreduktion
Das Ferrioxalatanion ist empfindlich gegenüber Licht und gegenüber elektromagnetischer Strahlung höherer Energie, einschließlich Röntgen- und Gammastrahlen. Die Absorption eines Photons bewirkt die Zersetzung eines Oxalats zu Kohlendioxid CO2 und Reduktion des Eisen(III)-Atoms zu Eisen(II).

## Verwendung

### Chemieunterricht
Die Synthese und thermische Zersetzung von Kaliumferrioxalat ist eine beliebte Aufgabe für Schüler und Studenten, da sie die Chemie von Übergangsmetallkomplexen, der visuell beobachtbaren Photochemie und der Thermogravimetrie umfasst.

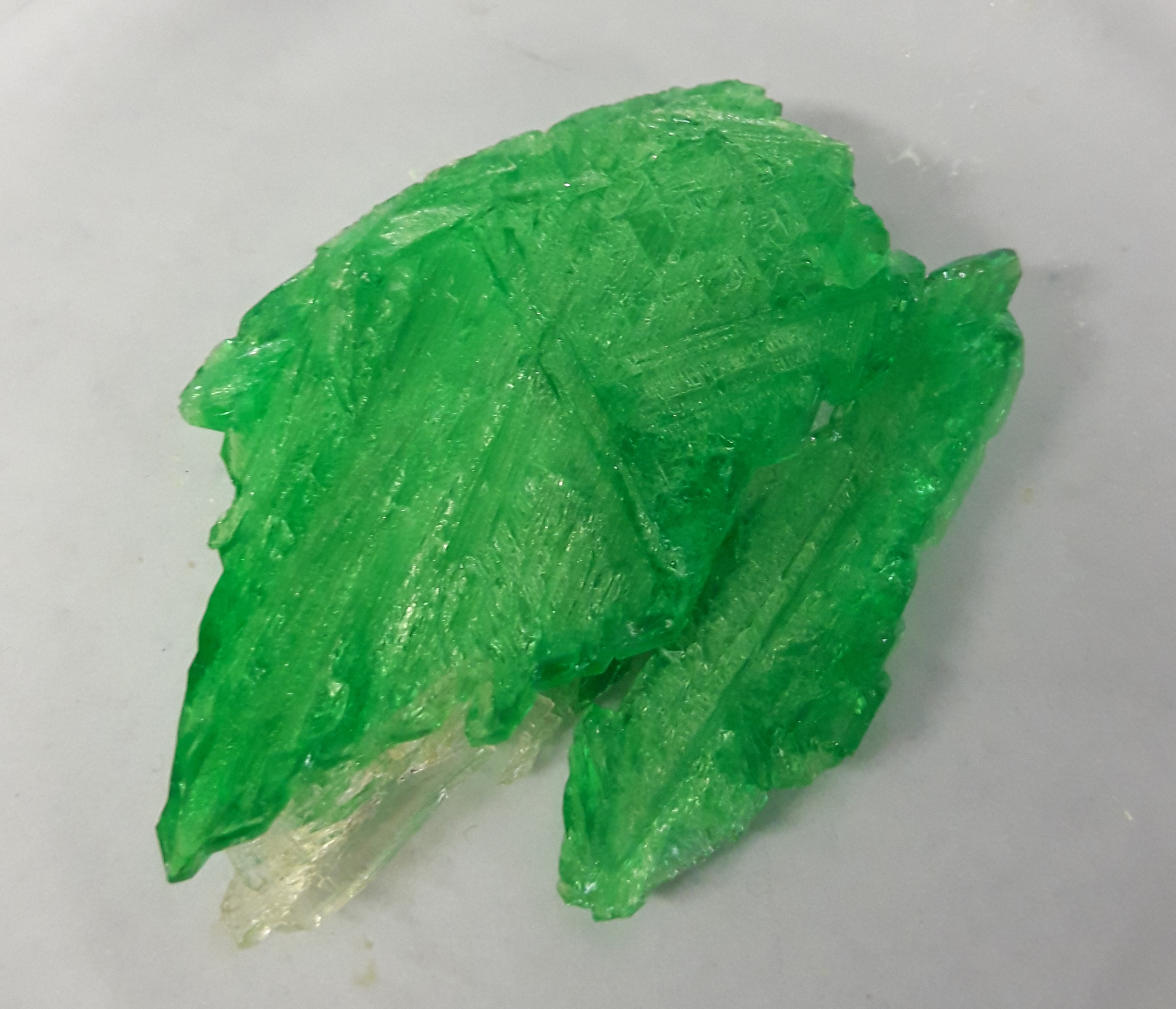
Grüne Kristalle des Trihydrats

### Weitere
Die Verbindung wird in der chemischen Aktinometrie zur Messung des Lichtstroms verwendet.